# Audi A4 (B7)
Audi A4 B7 — третье поколение среднеразмерного Audi A4, модельный ряд с 2004 по 2007 года. Представляет собой обновлённую модель B6.

## 2004—2007
В конце 2004 года Audi A4 была подвергнута существенным изменениям и несмотря на то, что использовалась все та же платформа Volkswagen B6 (PL46) — (продольная платформа легкового автомобиля(longitudinal passenger car platform), размер 4, поколение 6), машина получила внутреннее обозначение B7.
Машина отличалась значительно пересмотренными установками управления, геометрией подвески, новыми двигателями, навигационными системами и электроникой шасси (новая продвинутая система курсовой устойчивости Bosch 8.0 ESP). Обозначения Typ 8E и 8H также унаследованы от A4 B6.
Линейка моторов также получила много дополнений. В 2005 году была представлена новая система FSI (послойный впрыск топлива — двигатель с прямым впрыском) на бензиновых двигателях 2.0 TFSI и 3.2 V6 FSI. Наряду с другими доработками это позволило увеличить выходную мощность до 200 и 255 л.с. (147 и 188 кВт), соответственно. Оба двигателя имеют по 4 клапана на цилиндр. Предшествующий проект с 5 клапанами был несовместим с системой прямого впрыска FSI (из-за расположения топливной форсунки). Так же был бензиновый двигатель 2.0 выдающий 130 л.с и турбодвигатель с объемом 1.8 выдающий 163 л.с. Дизельные двигатели 2.0 TDI теперь сочетаются с системой Pumpe Düse (ФУНТ) — технология с 16 клапанами, в то время как большие 2.5 TDI были увеличены до 3.0 литров, предлагая 204 л.с. (150 кВт). Постоянный привод quattro остался доступным на большинстве моделей A4. Ауди отказалась от механических коробок передач с 5 скоростями в пользу 6-скоростных. Как прежде, multitronic доступен на переднеприводных моделях, в то время как tiptronic - автоматическая трансмиссия с 6 скоростями - доступна на полноприводных моделях quattro. 
В дополнение к более высоким рабочим характеристикам S4, который унаследовал трансмиссию B6 S4, Audi, повторно ввела в линейку моделей ультрасовременную RS4 (RennSport). Другое известное нововведение — 3-е поколение Torsen T-3 quattro система, которая использует асимметричный 40:60 (перед/зад) распределение вращающего момента (это новое асимметричное перераспределение было первоначально доступно только на RS4, а позднее и на S4. Остальная линейка A4 все ещё использовала распределение вращающего момента 50:50.

## Галерея
- Audi A4 Limousine
- Audi A4 Avant
- Audi A4 Cabriolet
- A4 DTM Edition
- RS4 на базе B7